# Graslandsaffraangors
De graslandsaffraangors (Sicalis luteola) is een zangvogel uit de familie Thraupidae (tangaren).

## Verspreiding en leefgebied
Deze soort komt wijdverspreid voor in Zuid-Amerika en telt 8 ondersoorten:
- Sicalis luteola chrysops: van zuidelijk Mexico tot Nicaragua.
- Sicalis luteola mexicana: centraal Mexico.
- Sicalis luteola eisenmanni: van noordwestelijk Costa Rica tot centraal Panama.
- Sicalis luteola bogotensis: hooggebieden in noordelijk Colombia en noordwestelijk Venezuela tot Ecuador en zuidelijk Peru.
- Sicalis luteola luteola: laaggebieden in noordelijk Colombia, centraal Venezuela, Guyana en noordelijk Brazilië.
- Sicalis luteola flavissima: van Suriname tot noordoostelijk Brazilië.
- Sicalis luteola chapmani: het noordelijke deel van Centraal-Brazilië.
- Sicalis luteola luteiventris: van zuidelijk Brazilië tot centraal Argentinië en centraal Chili.